# Леслі Бензіс
Леслі Пітер Бензіс (нар. 17 січня 1971) — шотландський продюсер відеоігор і колишній президент Rockstar North, дочірньої компанії Rockstar Games. Він був провідним розробником серії Grand Theft Auto, взявши на себе відповідальність від Grand Theft Auto III до Grand Theft Auto V (включаючи Grand Theft Auto Online). Benzies залишив Rockstar у 2016 році та вів судовий процес з материнською компанією Take-Two Interactive через несплачені роялті з квітня 2016 року по лютий 2019 року.